# Sarah Onyango Obama

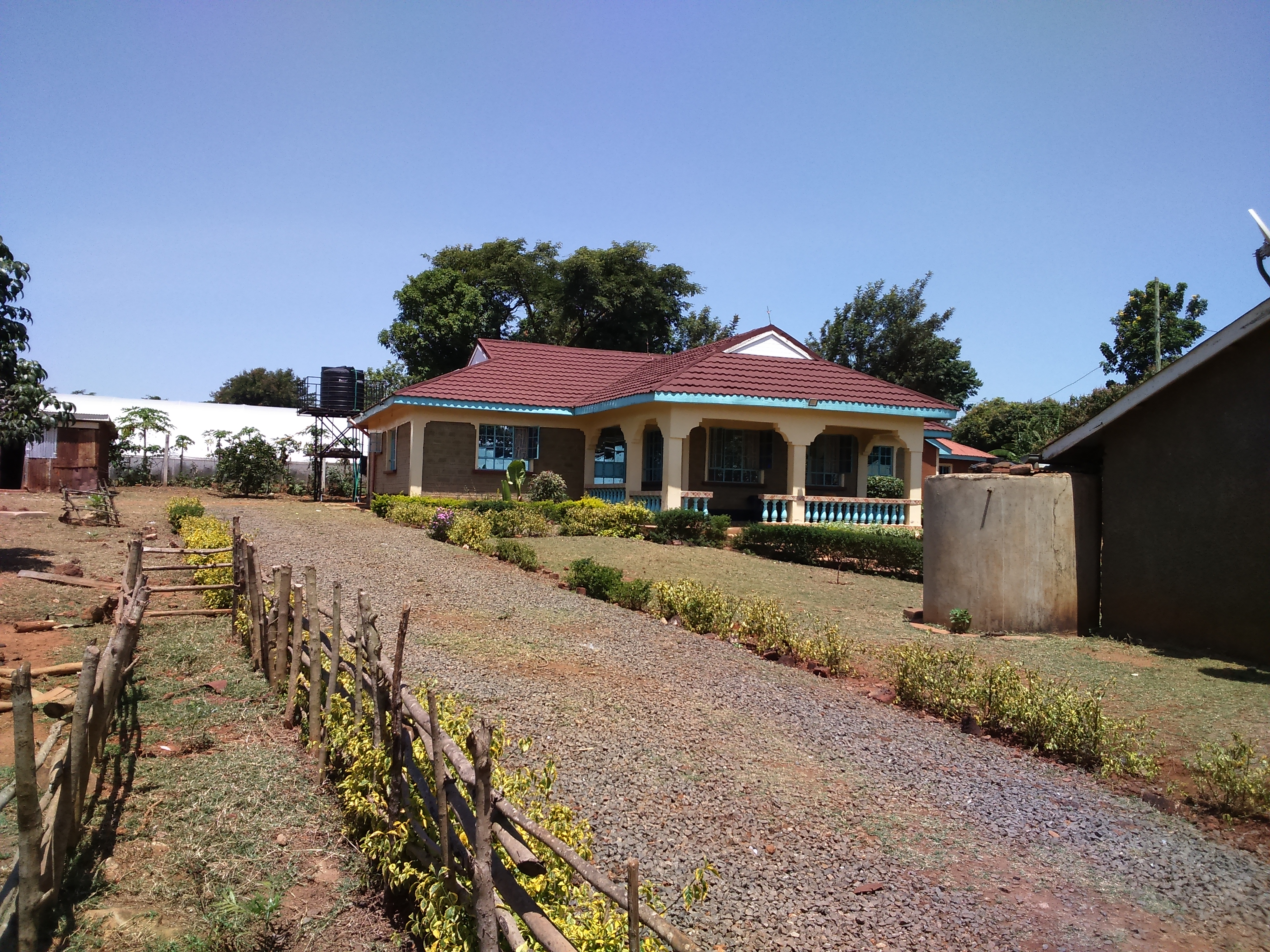
Casa de Sarah Onyango Obama en pueblo Nyang'oma Kogelo en Siaya Condado, Kenia, 19 de agosto de 2016

Sarah Onyango Obama (c. 1922-Kisumu, 29 de marzo de 2021) fue una educadora y filántropa keniana. Fue la tercera mujer de Hussein Onyango Obama, el abuelo paterno del presidente de EE. UU. Barack Obama Fue más conocida como Sarah Obama y veces referida como Sarah Ogwel, Sarah Hussein Obama, o Sarah Anyango Obama. Vivió en la aldea Nyang'oma Kogelo, a 48 km (30 millas) del oeste de la ciudad principal de Kenia occidental, Kisumu, en el borde de Lago Victoria.

## Biografía
Cuando era una joven mujer, Sarah Obama ayudó a sacar adelante a su hijastro Barack Obama Sr. Fue una firme creyente de la calidad de la educación temprana y regularmente lo llevó en su bicicleta a la escuela primaria de modo que él pudiera conseguir la educación que ella nunca tuvo. Conoció a su nieto Barack Obama II, el futuro presidente de los Estados Unidos, durante su visita a Kenia en 1988. A pesar de no tener una relación de sangre directa, Barack Obama la llamaba "Granny Sarah". Además de mencionarla en sus memorias Sueños de mi Padre, habló sobre ella en su discurso de 2014 a la Asamblea General de las Naciones Unidas. Sarah, quien hablaba luo y sólo unas pocas palabras en inglés, se comunicaba con el presidente Obama a través de un intérprete. Durante la campaña presidencial de 2008, protestó contra los intentos de retratar a Obama como extranjero a los Estados Unidos o como musulmán, diciendo que mientras el abuelo de Obama había sido un musulmán, "En el mundo de hoy, los niños tienen religiones diferentes de sus padres." En un punto de su vida, trabajó como cocinera para misioneros cristianos, pero Sarah Obama era una fuerte creyente de "la fé islámica", en sus palabras. El 4 de julio de 2008, asistió a las celebraciones del Día de Independencia de Estados Unidos en Nairobi, presentadas por Michael Ranneberger, el embajador de EE. UU. en Kenia. Al año siguiente, asistió a la primera inauguración presidencial de Barack Obama.
En 2010, creó la Fundación Mamá Sarah Obama para proporcionar alimento y educación a huérfanos, incluso recibiendo algunos de ellos en su casa.
En la ocasión del inaugural Día de las Mujeres Empresarias (19 de noviembre de 2014) en las Naciones Unidas, Sarah Obama recibió el Premio de Pionero en Educación en honor al trabajo de su fundación. Al aceptar el premio, explicó, "Nuestra visión es un mundo donde los niños deben estar nutridos y tener apoyo médico, educativo, y emocional para prosperar y tener éxito en la vida."
El 29 de marzo de 2021 fue anunciado que Obama había fallecido a la edad de 99 años, en un hospital en Kisumu, Kenia Occidental. Luego de su muerte, el presidente keniano Uhuru Kenyatta emitió una declaración que alababa a Obama como alguien fuerte, virtuosa y "un icono de valores familiares".